# Earl Thomas Conley
Earl Thomas Conley (* 17. Oktober 1941 in Portsmouth (Ohio); † 10. April 2019 in Nashville) war ein US-amerikanischer Country-Sänger und -Songschreiber, der in den 1980er Jahren zu den größten Stars des Genres gehörte. Sein starker, rauchiger Bariton, „der vor Aufrichtigkeit strotzt“, passte laut der New York Times gut zu seinem Material, „das vor allem ein erwachsenes Publikum ansprach, ähnlich wie die alte Country- und Soulmusik der 1960er und 70er Jahre.“

## Biografie
Bereits im Jahr 1971 nahm er als Earl T. Thomas eine erste Single auf, eine Version von The Night They Drove Old Dixie Down. Ab 1974 folgten weitere Singles, die Conley erste kleinere Erfolge in den Country-Charts einbrachten. In jenen Jahren verzichtete er auf seinen zweiten Namen Thomas. Parallel dazu wurden seine Kompositionen unter anderen von Country-Sängern wie Bobby G. Rice, Mel Street, Billy Larkin, Freddie Hart und Conway Twitty, der mit der Conley-Komposition This Time I’ve Hurt Her More Than She Loves Me einen Nummer-eins-Hit hatte, aufgenommen.
Zwischen 1980 und 2003 nahm Conley zehn Studioalben auf, sieben davon bei RCA. Zwischen 1980 und 1992 erreichten mehr als 30 seiner Singles die Billboard Hot Country Songs, 18 davon Platz eins. Im Verlauf der 1980er-Jahre gelangen nur zwei Acts – der Band Alabama und Ronnie Milsap – mehr Nummer-eins-Hits in den entsprechenden Hitlisten. Einer dieser Top-Hits, We Believe in Happy Endings, gelang ihm im Duett mit Emmylou Harris. Weitere sehr erfolgreiche Duette nahm er mit Anita Pointer von den Pointer Sisters und Keith Whitley auf.
Conley war für drei Mal für den Grammy nominiert und konnte auch bei den wichtigsten Country-Preisen wie den CMA oder ACM Awards etliche Nominierungen verbuchen, wurde aber nie ausgezeichnet.
Conley war gut mit Blake Shelton befreundet, der ihn als seinen Lieblingssänger bezeichnete. Die beiden schrieben zusammen All Over Me, mit dem Shelton Anfang 2002 einen Top-20-Hit in den Country-Charts hatte. Im November 2019 gewann Shelton den CMA Award für die Single des Jahres und widmete den Preis in seiner Dankesrede Conley.
Im September 2020 erschien das Album Promised Land: The Lost Album mit bislang unveröffentlichten Aufnahmen Conleys.

## Diskografie

### Studioalben
| Jahr | Titel                             | Höchstplatzierung, Gesamtwochen, AuszeichnungChartsChartplatzierungen (Jahr, Titel, Platzierungen, Wochen, Auszeichnungen, Anmerkungen) | Anmerkungen |
| Jahr | Titel                             | Country | Anmerkungen |
| ---- | --------------------------------- | --- | ----------- |
| 1980 | Blue Pearl                        | Country20 (30 Wo.)Country |             |
| 1981 | Fire & Smoke                      | Country19 (22 Wo.)Country |             |
| 1982 | Somewhere Between Right and Wrong | Country10 (60 Wo.)Country |             |
| 1983 | Don’t Make It Easy for Me         | Country3 (97 Wo.)Country |             |
| 1984 | Treadin’ Water                    | Country2 (46 Wo.)Country |             |
| 1986 | Too Many Times                    | Country3 (49 Wo.)Country |             |
| 1988 | The Heart of It All               | Country33 (29 Wo.)Country |             |
| 1991 | Yours Truly                       | Country53 (16 Wo.)Country |             |

Weitere Studioalben
- 1998: Perpetual Emotion

### Livealben
- 2005: Live at Billy Bob’s Texas

### Kompilationen
| Jahr | Titel                    | Höchstplatzierung, Gesamtwochen, AuszeichnungChartplatzierungen (Jahr, Titel, Platzierungen, Wochen, Auszeichnungen, Anmerkungen) | Höchstplatzierung, Gesamtwochen, AuszeichnungChartplatzierungen (Jahr, Titel, Platzierungen, Wochen, Auszeichnungen, Anmerkungen) | Anmerkungen |
| Jahr | Titel                    | US | Country | Anmerkungen |
| ---- | ------------------------ | --- | --- | ----------- |
| 1985 | Greatest Hits            | US— GoldUS | Country1 (86 Wo.)Country |             |
| 1990 | Greatest Hits, Volume II | — | Country35 (13 Wo.)Country |             |

Weitere Kompilationen
- 1987: The Best of Earl Thomas Conley, Vol. One
- 1996: The Essential Earl Thomas Conley
- 1998: Love Out Loud
- 1998: Super Hits
- 2008: 16 Biggest Hits

### Singles
| Jahr | Titel Album                                                                        | Höchstplatzierung, Gesamtwochen, AuszeichnungChartsChartplatzierungen (Jahr, Titel, Album, Platzierungen, Wochen, Auszeichnungen, Anmerkungen) | Anmerkungen                     |
| Jahr | Titel Album                                                                        | Country | Anmerkungen                     |
| ---- | ---------------------------------------------------------------------------------- | --- | ------------------------------- |
| 1975 | I Have Loved You Girl (But Not Like This Before) –                                 | Country87 (4 Wo.)Country |                                 |
| 1975 | It’s the Bible Against the Bottle (In the Battle for Daddy’s Soul) –               | Country87 (5 Wo.)Country |                                 |
| 1976 | High and Wild –                                                                    | Country67 (6 Wo.)Country |                                 |
| 1976 | Queen of New Orleans –                                                             | Country77 (5 Wo.)Country |                                 |
| 1979 | Dreamin’s All I Do Blue Pearl                                                      | Country32 (12 Wo.)Country |                                 |
| 1979 | Middle Age Madness Blue Pearl                                                      | Country41 (8 Wo.)Country |                                 |
| 1979 | Stranded on a Dead-End Street Blue Pearl                                           | Country26 (11 Wo.)Country | als ETC Band                    |
| 1980 | Silent Treatment Fire & Smoke                                                      | Country7 (20 Wo.)Country |                                 |
| 1981 | Fire and Smoke Fire & Smoke                                                        | Country1 (19 Wo.)Country |                                 |
| 1981 | Tell Me Why Fire & Smoke                                                           | Country10 (18 Wo.)Country |                                 |
| 1982 | After the Love Slips Away Fire & Smoke                                             | Country16 (13 Wo.)Country |                                 |
| 1982 | Heavenly Bodies Somewhere Between Right and Wrong                                  | Country8 (18 Wo.)Country |                                 |
| 1982 | Somewhere Between Right and Wrong                                                  | Country1 (18 Wo.)Country |                                 |
| 1983 | I Have Loved You Girl (But Not Like This Before) Somewhere Between Right and Wrong | Country2 (21 Wo.)Country | Neuaufnahme der Single von 1975 |
| 1983 | Your Love’s on the Line Don’t Make It Easy for Me                                  | Country1 (19 Wo.)Country |                                 |
| 1983 | Holding Her and Loving You Don’t Make It Easy for Me                               | Country1 (25 Wo.)Country |                                 |
| 1984 | Don’t Make It Easy for Me                                                          | Country1 (18 Wo.)Country |                                 |
| 1984 | Angel in Disguise Don’t Make It Easy for Me                                        | Country1 (21 Wo.)Country |                                 |
| 1984 | Chance of Lovin’ You Treadin’ Water                                                | Country1 (22 Wo.)Country |                                 |
| 1985 | Honor Bound Treadin’ Water                                                         | Country1 (22 Wo.)Country |                                 |
| 1985 | Love Don’t Care (Whose Heart It Breaks) Treadin’ Water                             | Country1 (19 Wo.)Country |                                 |
| 1985 | Nobody Falls Like a Fool Greatest Hits                                             | Country1 (21 Wo.)Country |                                 |
| 1986 | Once in a Blue Moon Greatest Hits                                                  | Country1 (22 Wo.)Country |                                 |
| 1986 | Too Many Times                                                                     | Country2 (20 Wo.)Country | mit Anita Pointer               |
| 1986 | I Can’t Win for Losin’ You Too Many Times                                          | Country1 (23 Wo.)Country |                                 |
| 1987 | That Was a Close One Too Many Times                                                | Country1 (21 Wo.)Country |                                 |
| 1987 | Right from the Start Too Many Times                                                | Country1 (23 Wo.)Country |                                 |
| 1988 | What She Is (Is a Woman in Love) The Heart of It All                               | Country1 (23 Wo.)Country |                                 |
| 1988 | We Believe in Happy Endings The Heart of It All                                    | Country1 (21 Wo.)Country | mit Emmylou Harris              |
| 1988 | What I’d Say The Heart of It All                                                   | Country1 (24 Wo.)Country |                                 |
| 1989 | Love Out Loud The Heart of It All                                                  | Country1 (21 Wo.)Country |                                 |
| 1989 | You Must Not Be Drinking Enough The Heart of It All                                | Country26 (15 Wo.)Country |                                 |
| 1990 | Bring Back Your Love to Me Greatest Hits, Volume II                                | Country11 (22 Wo.)Country |                                 |
| 1990 | Who’s Gonna Tell Her Goodbye Greatest Hits, Volume II                              | Country61 (6 Wo.)Country |                                 |
| 1991 | Shadow of a Doubt Yours Truly                                                      | Country8 (20 Wo.)Country |                                 |
| 1991 | Brotherly Love Yours Truly                                                         | Country2 (20 Wo.)Country | mit Keith Whitley               |
| 1992 | Hard Days and Honky Tonk Nights Yours Truly                                        | Country36 (13 Wo.)Country |                                 |
| 1992 | If Only Your Eyes Could Lie Yours Truly                                            | Country74 (3 Wo.)Country |                                 |

Weitere Singles
- 1971: The Night They Drove Old Dixie Down
- 1974: When I’m Under the Table (I’ll Be Over You)
- 1998: Scared Money Never Wins

### Gastbeiträge
| Jahr | Titel Album                          | Höchstplatzierung, Gesamtwochen, AuszeichnungChartsChartplatzierungen (Jahr, Titel, Album, Platzierungen, Wochen, Auszeichnungen, Anmerkungen) | Anmerkungen    |
| Jahr | Titel Album                          | Country | Anmerkungen    |
| ---- | ------------------------------------ | --- | -------------- |
| 1984 | All Tangled Up in Love Wall of Tears | Country8 (21 Wo.)Country | mit Gus Hardin |